# Westland (Gemeinde)
Westland (anhörenⓘ) ist der Name einer Gegend und einer Gemeinde in den Niederlanden, Provinz Südholland. Die Gemeinde zählt 116.897 Einwohner (Stand 1. Januar 2025).

## Orte
Das Gebiet zwischen Den Haag, Vlaardingen, Delft, Hoek van Holland und der Nordsee heißt von alters her Westland. Als sich die kleineren Gemeinden dieser Region zusammenschlossen, wählten sie diesen Namen für die Fusionsgemeinde. Auch der östliche Nachbar Midden-Delfland ist eine Fusionsgemeinde in der Region Westland.
In der Gemeinde Westland liegen unter anderem die Dörfer: Honselersdijk, ’s-Gravenzande, De Lier, Kwintsheul, Maasdijk, Monster, Naaldwijk, Poeldijk, Ter Heijde und Wateringen; dazu noch einige kleinere Ortschaften.

## Lage und Wirtschaft
Westland mit seinem nach der Torfabtragung im 18./19. Jh. entstandenen fruchtbaren Boden (ein Gemenge von Sand und Klei) wird auch „De glazen Stad“ (deutsch die gläserne Stadt) genannt. Sie ist das größte Gewächshauskulturgebiet der Niederlande, wo Tomaten und Paprika, aber auch viele Blumen und Zierpflanzen angebaut werden.
In der Gemeinde stehen auch viele Werkstätten, die Gewächshäuser herstellen.
Die Produkte aus den Gewächshäusern werden vor Ort versteigert: Blumen in Honselersdijk, Gemüse und Obst in Poeldijk und De Lier. Alles verläuft über die Organisation FloraHolland mit Sitz unter anderem in Bleiswijk und Venlo.
Der Küstenstreifen kennt einen bescheidenen Strandtourismus.

## Geschichte
Von dem auf dem Gebiet des Dorfes Naaldwijk liegenden römischen Kastell Naaldwijk ist im Gelände nichts zu sehen. In antiker Zeit muss es ein bedeutender Flottenstützpunkt gewesen sein.
Vor Ter Heijde fand am 10. August 1653 eine heftige Seeschlacht zwischen den Kriegsflotten aus England und Holland statt. Die Holländer, unter dem Kommando von Michiel de Ruyter, konnten sich aus einer brenzligen Lage retten, aber ein anderer Seeheld, Maarten H. Tromp, verlor sein Leben (10. August 1653). Im Jahr 2003 fand dort das Trompfestival statt, um seines Todes zu gedenken.
Die Gemeinde Westland wurde erst zum 1. Januar 2004 durch Zusammenschluss von fünf zuvor selbstständigen Gemeinden gegründet.

## Sehenswürdigkeiten

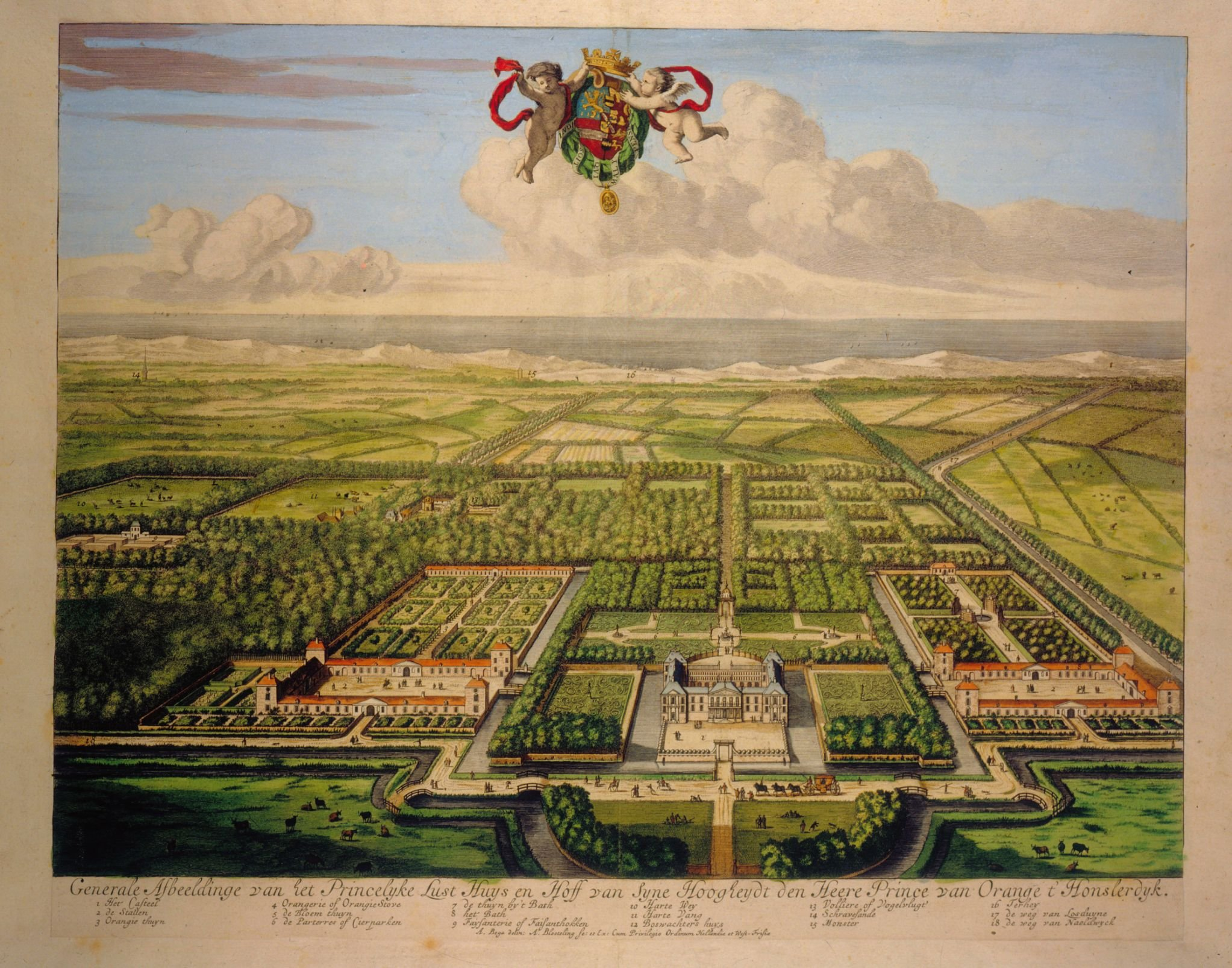
Das Paleis Honselaarsdijk 1683

In Honselersdijk ließ Friedrich Heinrich von Oranien sich um 1630 ein Jagdschloss erbauen, das nach 1814 abgebrochen wurde. Der Nederhof, einer der ehemaligen Nebenhöfe für Bedienstete, steht noch. Heute gibt es hier ein großes Blumenversteigerungsgebäude (Holland Flora) und das Westlands Museum, das einen Überblick der Geschichte des Gartenbaus bietet.
De Lier hat eine Kirche aus dem 15.–19. Jahrhundert mit einem schiefen Turm und eine Obst- und Gemüseversteigerung.  

Auch Monster, Poeldijk und 't Woudt (Richtung Delft) haben je eine aus dem 15. oder 16. Jahrhundert stammende Kirche. 

Die Küste von Hoek van Holland bis Scheveningen wurde 2011 im Zuge der Küstensicherung insofern verstärkt, indem man die Dünen und den Strand durch Aufspritzung von Sand aus dem Meer mittels Saugpumpen erheblich verbreitert hat. Durch eine Halbinsel aus Sand vor Ter Heijden ist ein s.g. Sandmotor entstanden, der zum Zweck hat, durch natürliche Strömungen die Abtragung des Strandsandes durch das Meer zu verhindern. Man ist hier jedoch noch im Probestadium, da es noch keine Erfahrungen auf diesem Gebiet geben soll.
Der Ortskern von Naaldwijk ist reich an Gebäuden aus dem 17. Jahrhundert.

## Politik

### Sitzverteilung im Gemeinderat
Der Gemeinderat von Westland wird seit der Gemeindegründung folgendermaßen geformt:
| Partei                                | Sitze | Sitze | Sitze | Sitze | Sitze | Sitze |
| Partei                                | 2003  | 2006  | 2010  | 2014  | 2018  | 2022  |
| ------------------------------------- | ----- | ----- | ----- | ----- | ----- | ----- |
| Westland Verstandig a                 | –     | –     | 4     | 7     | 8     | 11    |
| GemeenteBelang Westland a             | 8     | 10    | 11    | 6     | 6     | 8     |
| CDA                                   | 14    | 12    | 8     | 9     | 10    | 6     |
| Lokale Politieke Federatie Westland b | –     | –     | 6     | 6     | 7     | 5     |
| VVD                                   | 5     | 4     | 2     | 4     | 3     | 3     |
| D66                                   |       | 0     | 1     | 2     | 1     | 2     |
| GroenLinks c                          |       | –     | –     | –     | 1     | 1     |
| ChristenUnie                          | 2     | 2     | 2     | 2     | 2     | 1     |
| SGP                                   | 2     | 2     | 2     | 2     | 2     | 1     |
| PvdA c                                |       | –     | –     | –     | 1     | 1     |
| FvD                                   | –     | –     | –     | –     | –     | 1     |
| Progressief Westland c                | 4     | 4     | 3     | 3     | –     | –     |
| NVU                                   | –     | –     | –     | 0     | –     | –     |
| LPF b                                 | 4     | 5     | –     | –     | –     | –     |
| Lijst Kraft                           | 0     | –     | –     | –     | –     | –     |
| Gesamt                                | 37    | 37    | 37    | 39    | 39    | 39    |

Anmerkungen

### Bürgermeister
Seit dem 18. Dezember 2018 ist Bouke Arends (PvdA) amtierender Bürgermeister der Gemeinde. Zu seinem Kollegium zählen die Beigeordneten Karin Zwinkels-de Jong (CDA), Piet Vreugdenhil (CDA), Cobie Gardien-Reinders (Lokale Politieke Federatie Westland), Ben van der Stee (Lokale Politieke Federatie Westland), Pieter Varekamp (VVD), Leen Snijders (ChristenUnie/SGP) sowie die Gemeindesekretärin Lidia Spindler.

## Töchter und Söhne der Gemeinde
- Ambrosius Vermöllen (16. Jahrhundert), Gründer der Likör-Fabrik „Danziger Lachs“, geboren in De Lier
- Cornelis Broekman (1927–1992), Eisschnellläufer, geboren in De Lier
- Leo Duyndam (1948–1990), Radrennfahrer, geboren in Poeldijk
- Guus Vogels (* 1975), Hockeyspieler
- Stefan van Dijk (* 1976), Radrennfahrer, geboren in Honselersdijk
- Maik Kuivenhoven (* 1988), Dartspieler, geboren in Naaldwijk
- Kiki Bertens (* 1991), Tennisspielerin, geboren in Wattringen
- Lara van Ruijven (1992–2020), Shorttrackerin, geboren in Naaldwijk
- Mylène de Zoete (* 1999), Radsportlerin, geboren in Naaldwijk
- Bianca Schanssema (* 2005), Handballspielerin

## Galerie

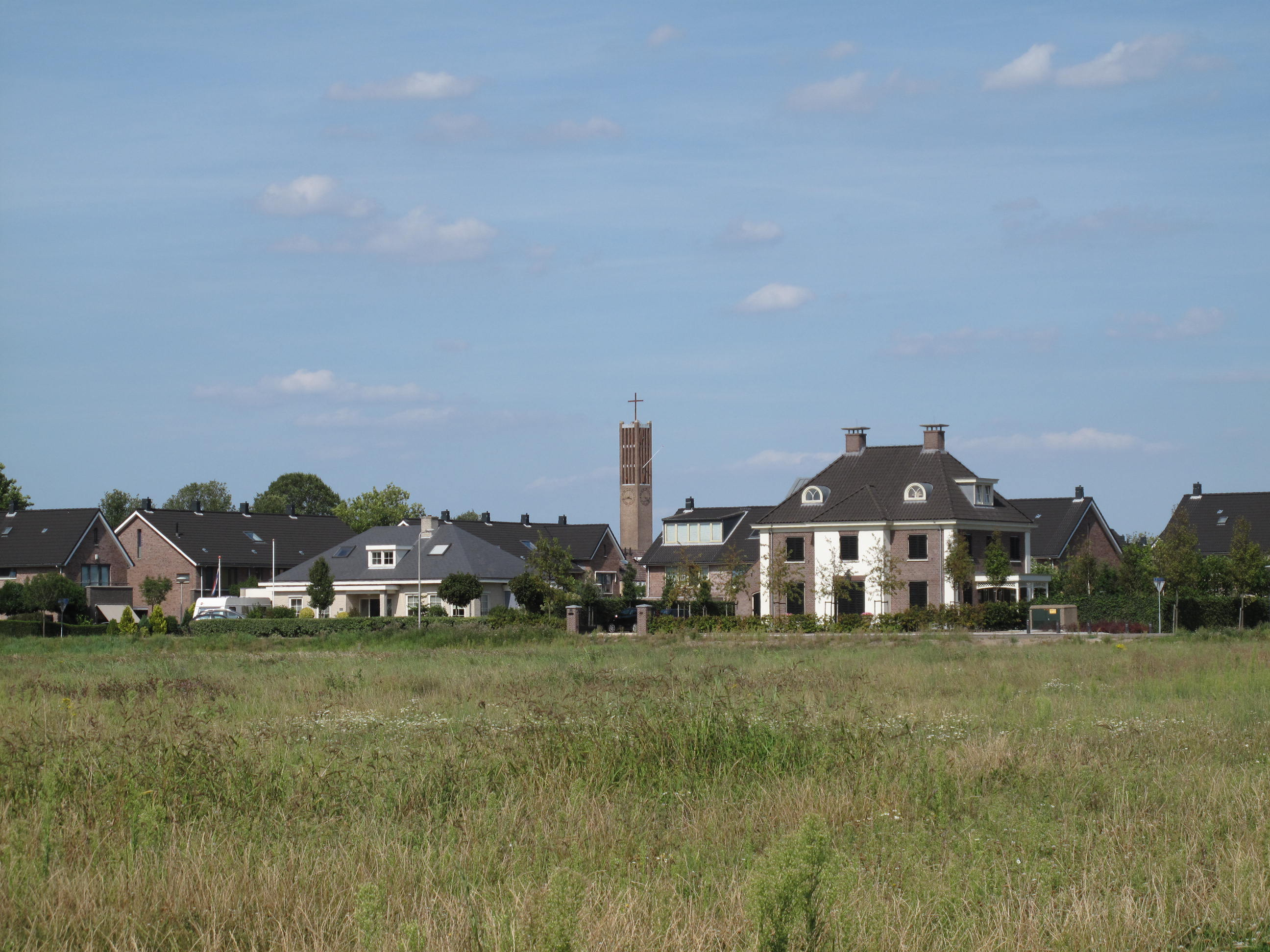
Maasdijk, das Dorf
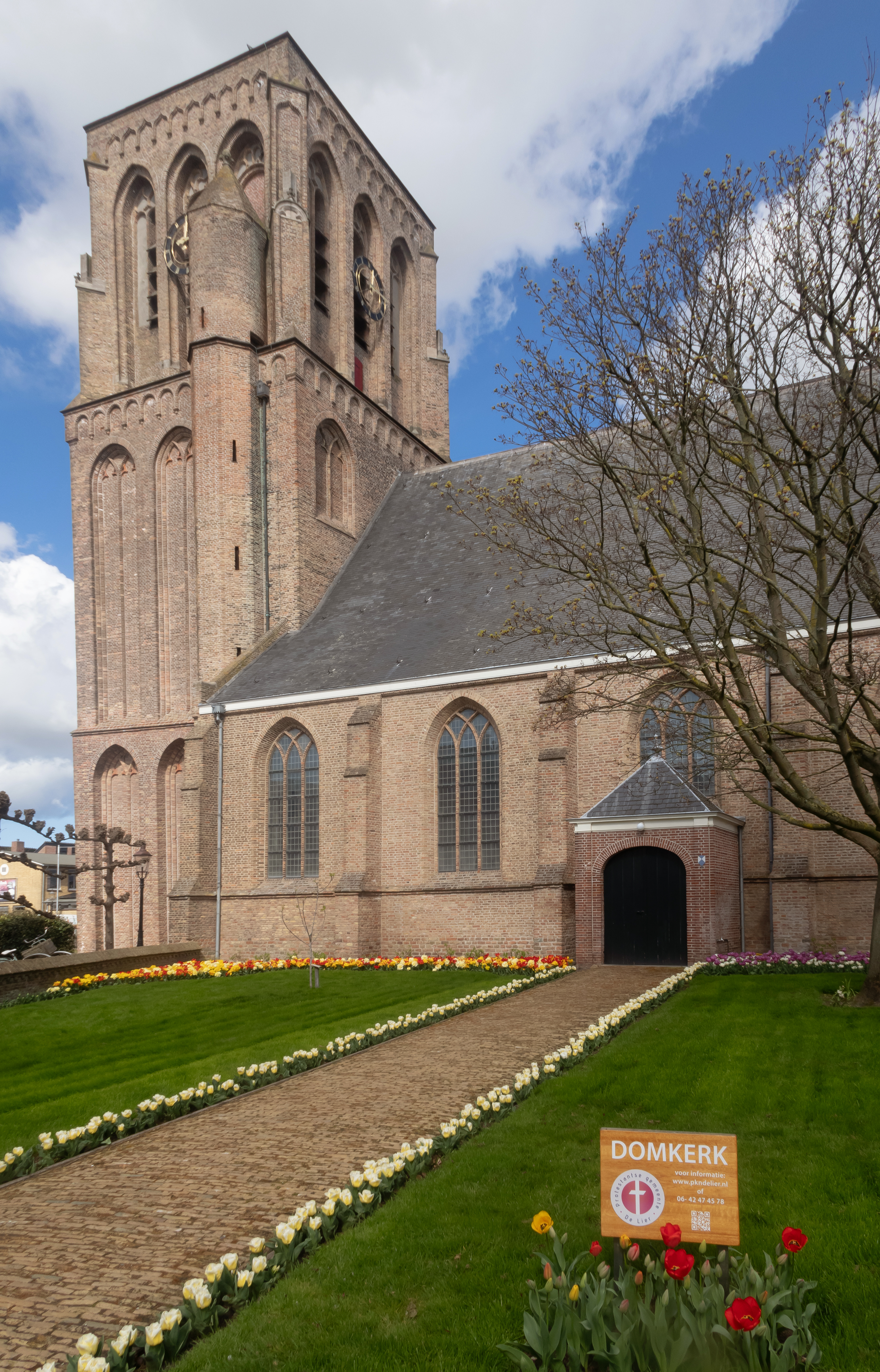
De Lier, Kirche: de Lierse Dom
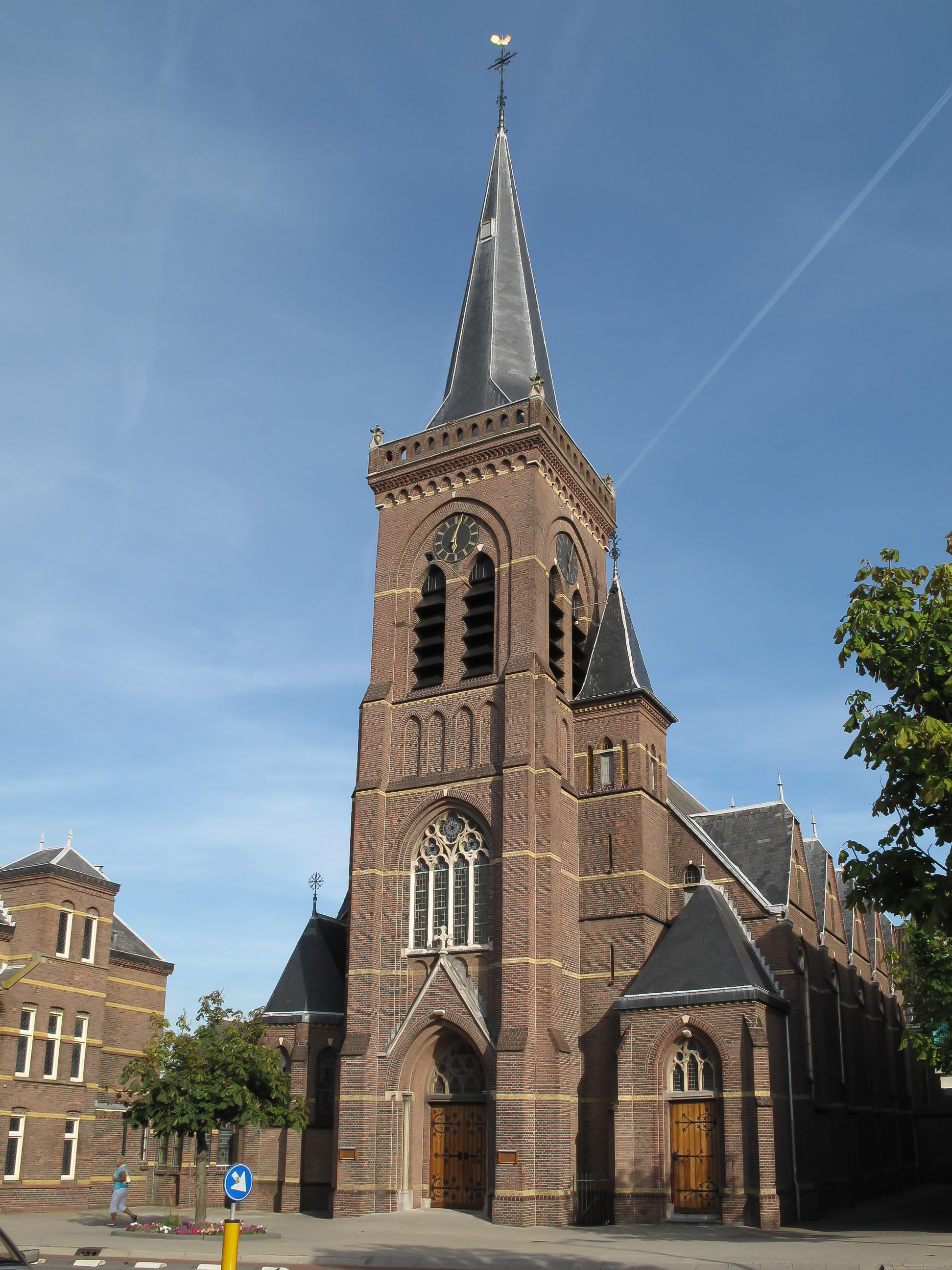
Kwintsheul, Kirche
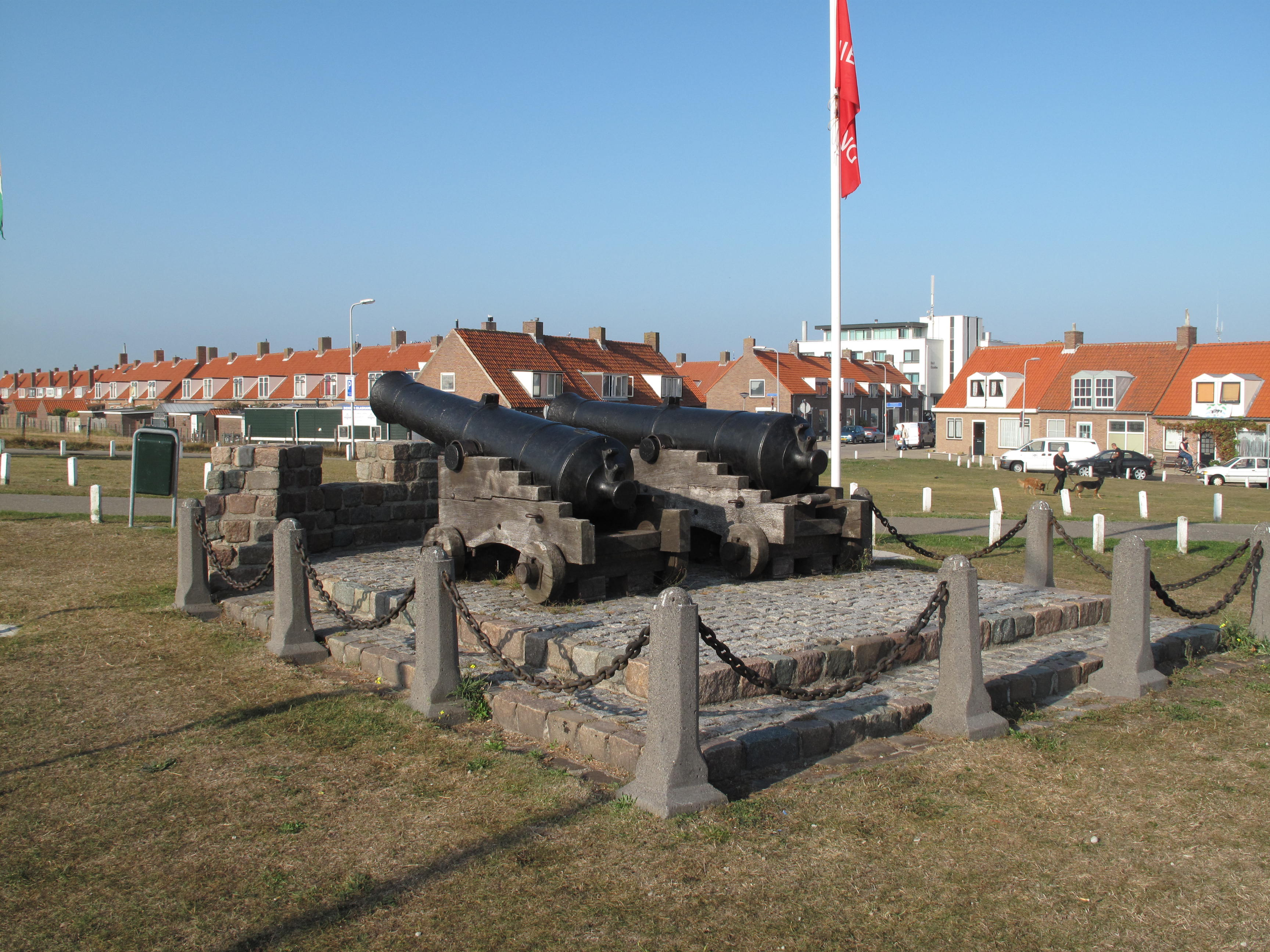
Ter Heijde, Kriegerdenkmal
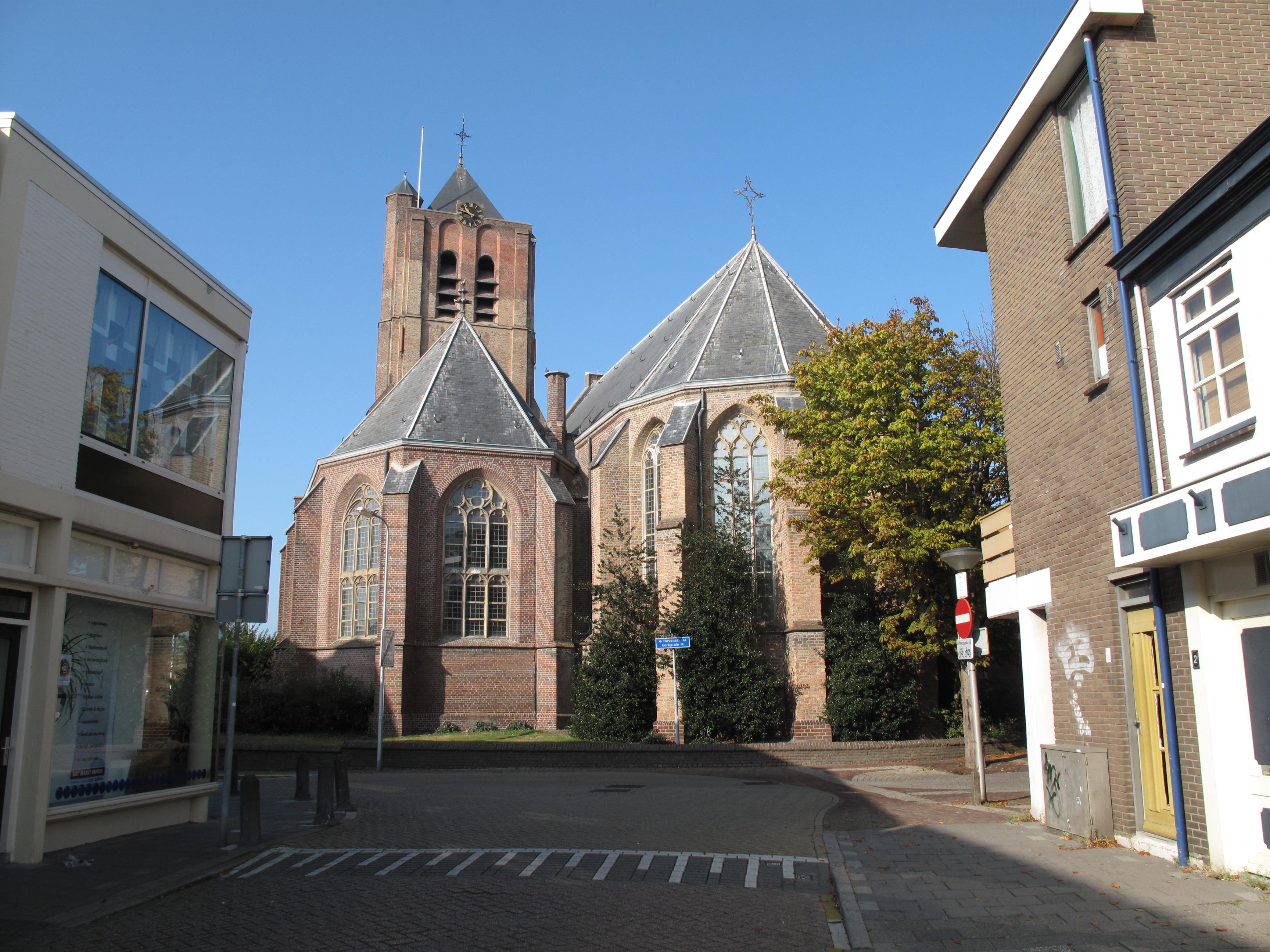
Monster, Kirche
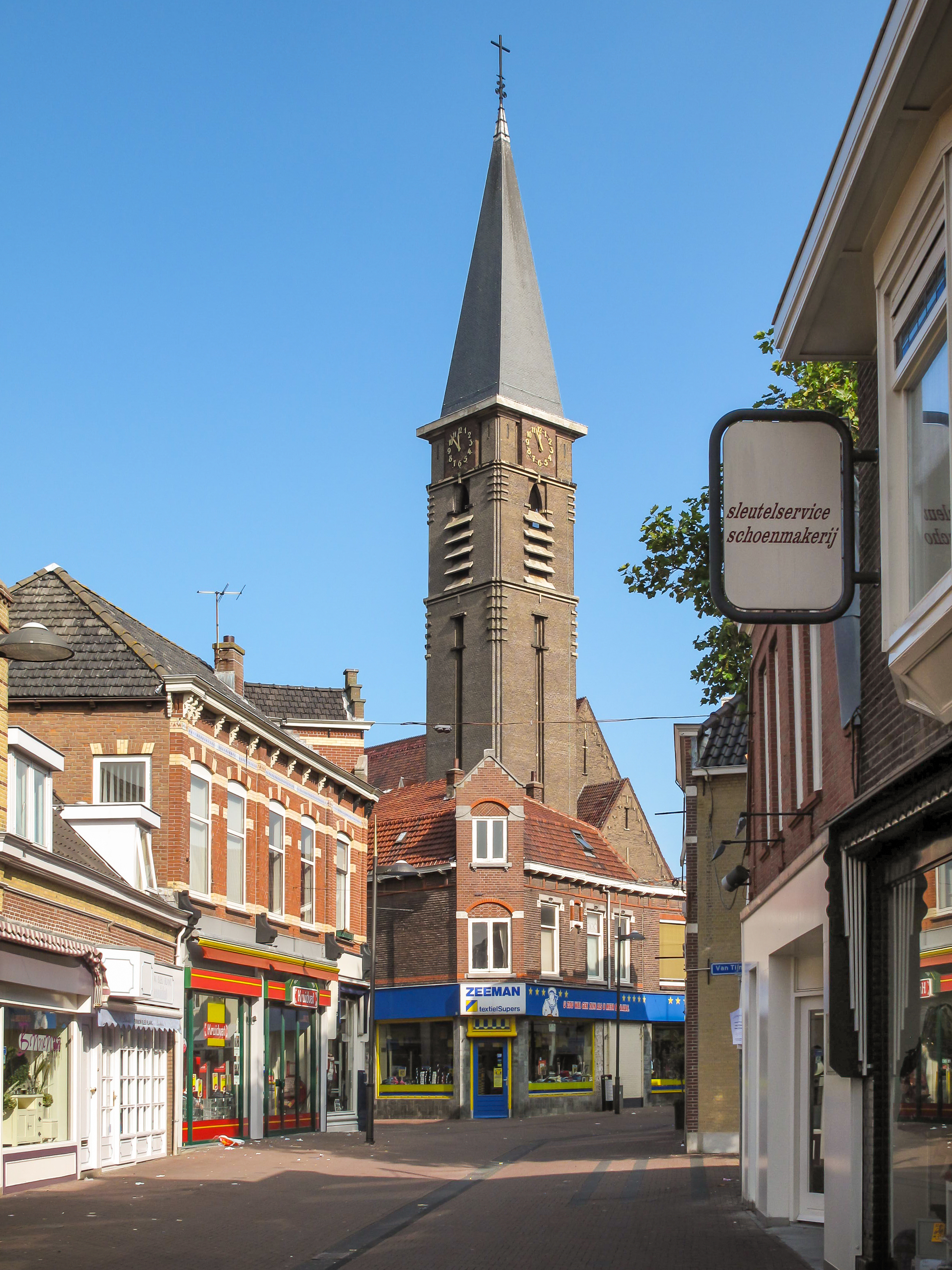
Naaldwijk, Kirche: Sint Adrianuskerk
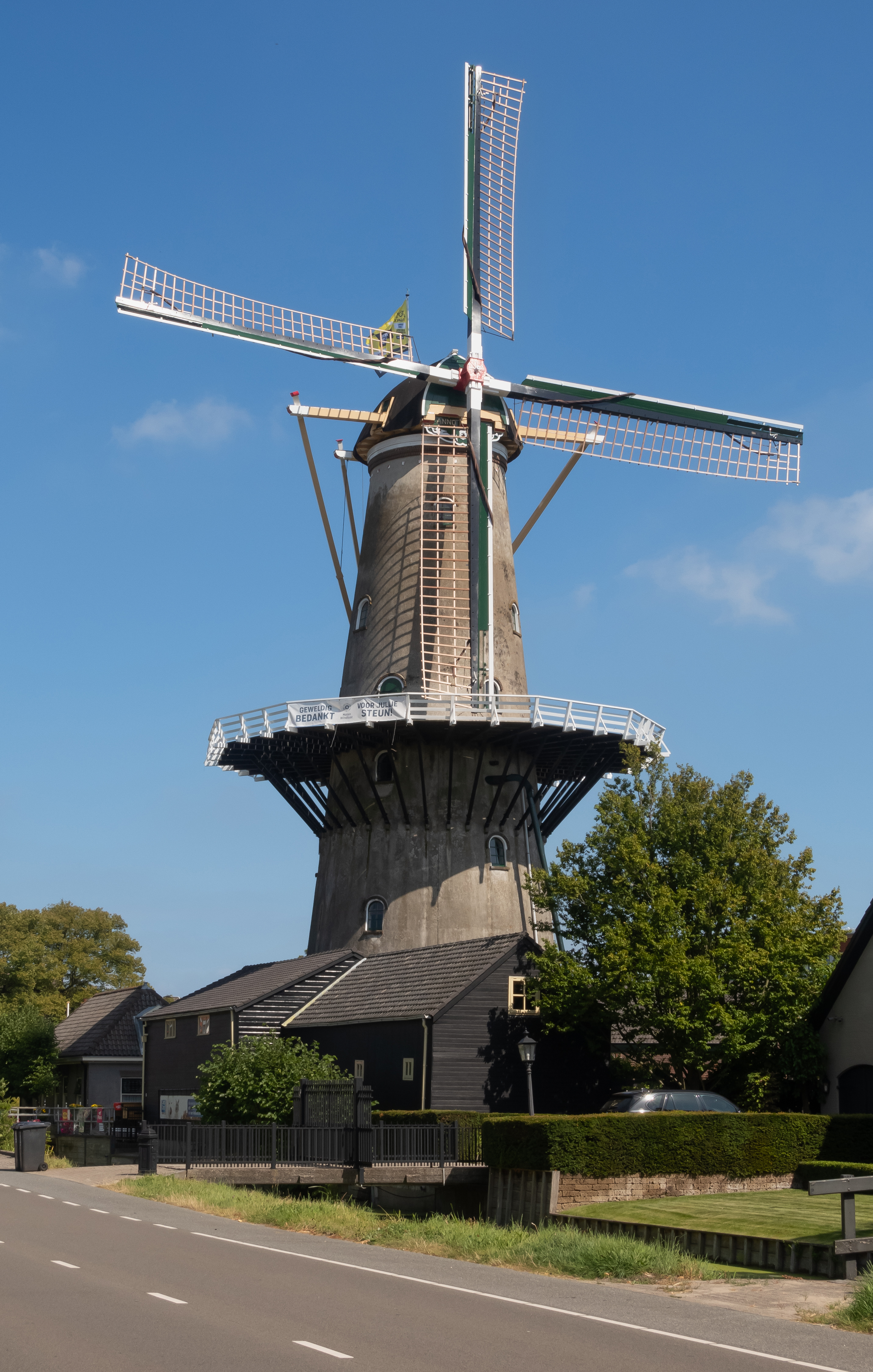
Wateringen, Mühle: molen de Windlust
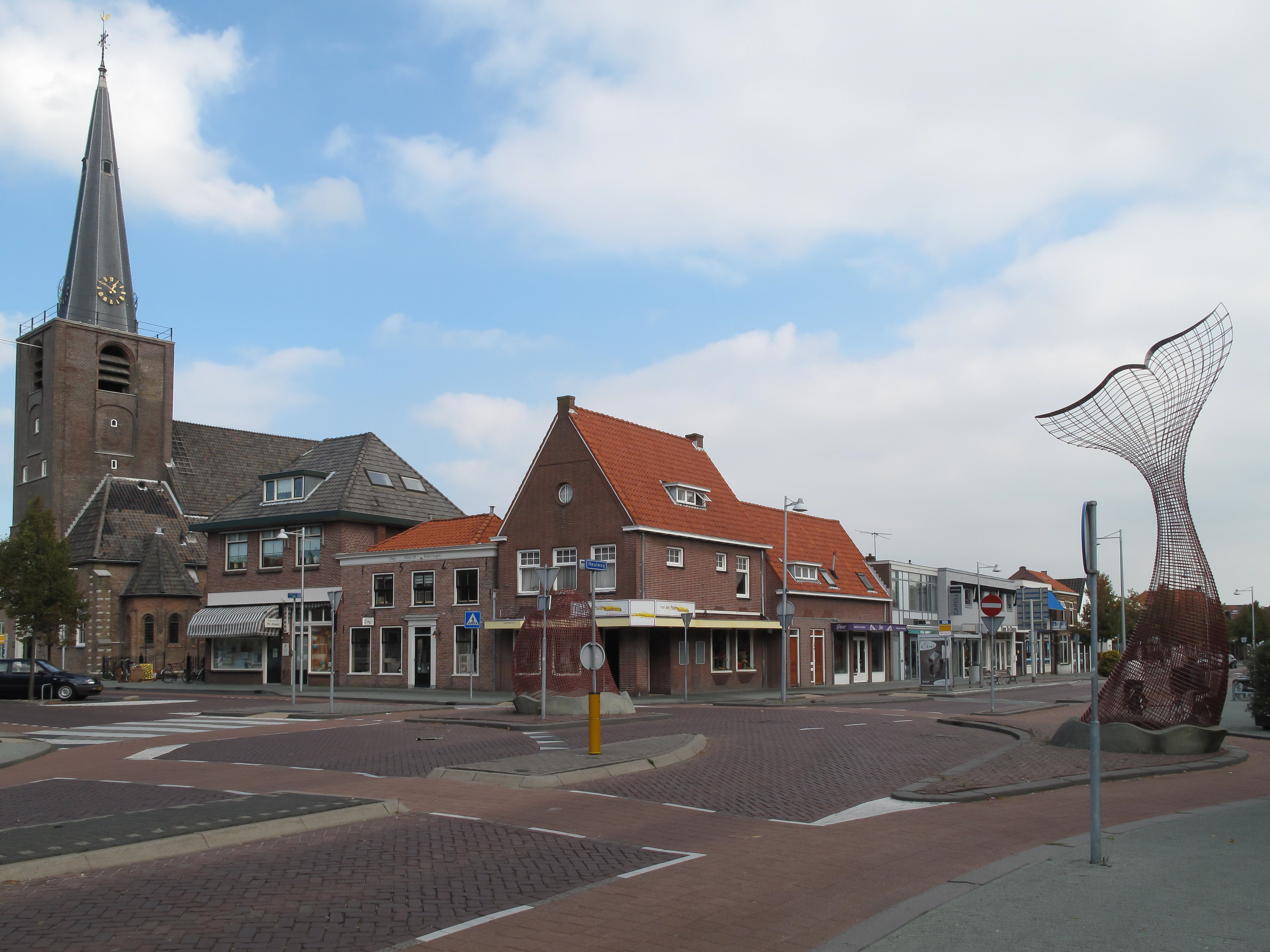
Wateringen, Kirche in der Straße
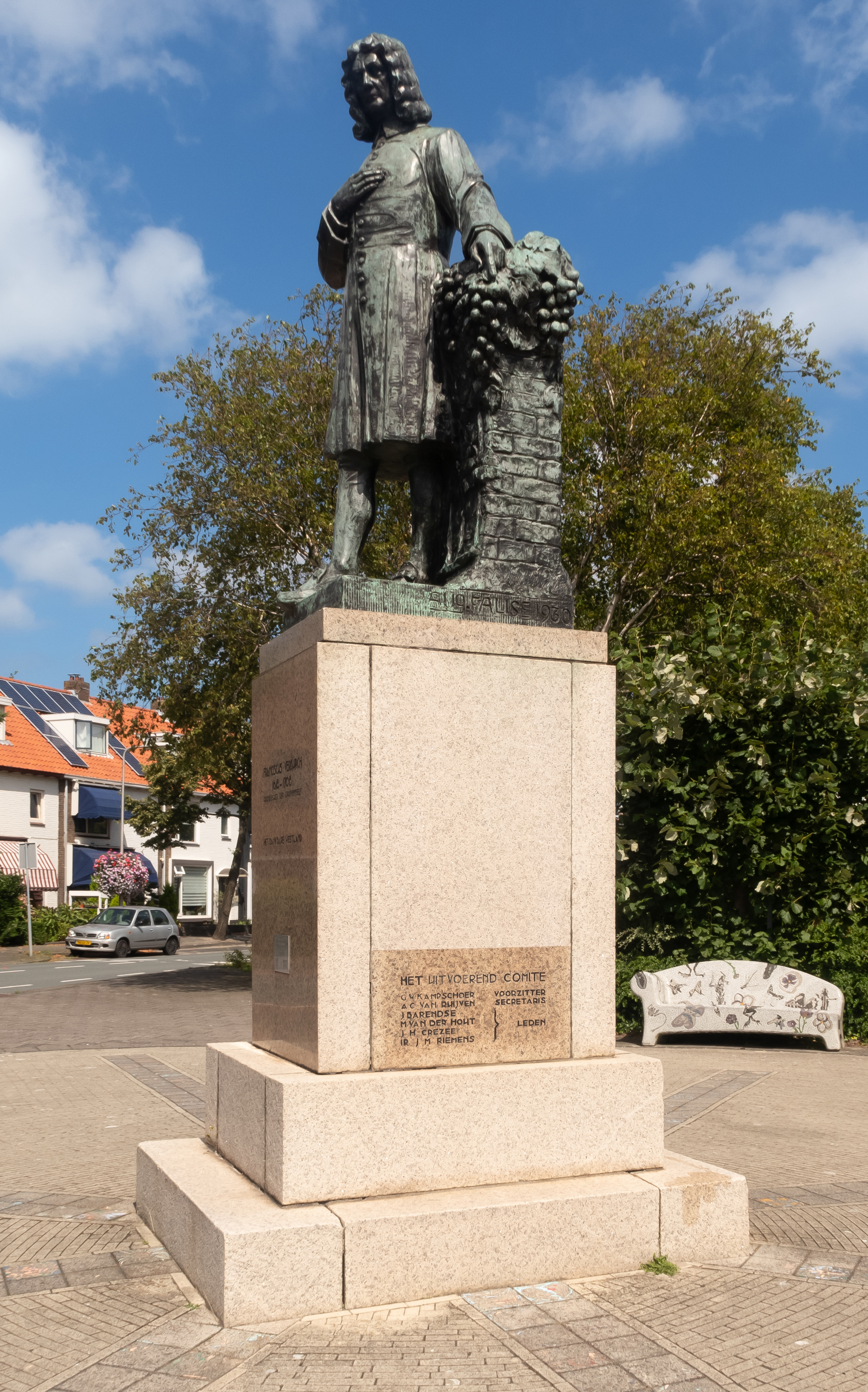
Poeldijk, Statue des Pfarrers Franciscus Verburch entworfen von August Falise